# Нильсен, Олав
Олав Нильсен (норв. Olav Nilsen; 24 января 1942, Ставангер, Ругаланн — 11 октября 2021[…]) — норвежский футболист и футбольный тренер, играл на позиции полузащитника и нападающего.

## Биография

### Игровая карьера
Нильсен на протяжении карьеры, насчитывавшей 16 сезонов, играл за «Викинг», в составе которого выиграл три подряд чемпионских титула в 1972, 1973 и 1974 годах. Всего за «Викинг» сыграл в общей сумме 414 матчей и забил 116 голов и в 1974 году завершил игровую карьеру в возрасте 32 лет.
За сборную Норвегии сыграл 62 матча и забил 19 голов.

### Тренерская карьера
В 1975 году в качестве главного тренера клуба «Викинг» выиграл чемпионский титул.

### Смерть
Скончался 11 октября 2021 года в возрасте 79 лет.

## Достижения

### В качестве игрока
«Викинг»
- Чемпион Норвегии (3) : 1972, 1973, 1974

### В качестве тренера
«Викинг»
- Чемпион Норвегии (1) : 1975